# Pseudaspidoproctus fulleri
Pseudaspidoproctus fulleri är en insektsart som först beskrevs av Cockerell 1901.  Pseudaspidoproctus fulleri ingår i släktet Pseudaspidoproctus och familjen pärlsköldlöss. Inga underarter finns listade i Catalogue of Life.